# Die Bajadere (polka)
Die Bajadere, op. 351, är en polka av Johann Strauss den yngre. Den framfördes första gången den 16 juni 1871 i Volksgarten Wien.

## Historia
I Johann Strauss första operett, Indigo und die 40 Räuber (premiär den 10 februari 1871 på Theater an der Wien), heter den kvinnliga huvudpersonen Fantasca. Hon lider skeppsbrott i en storm och hamnar hos härskaren Indigo där hon blir tempeldanserska eller bajadär. Operetten blev en omedelbar framgång hos publiken men delade kritikerna i två läger. Eduard Hanslick avfärdade verket i Neue Freie Presse (12 februari 1871) och ansåg att "en man med Johann Strauss rykte och talang borde ha låtit bli att befatta sig med det", emedan Ludwig Speidel i sin recension i Fremden-Blatt samma dag skrev: "Johann Strauss första steg in på scenen visade sig lyckat, och låt oss hoppas att vi kommer att återse den eminente maestron många fler gånger på den väg han har stakat ut åt sig... Strauss utan Wien är lika otänkbart som Wien utan Strauss".
I slutet av akt III förekommer det balettmusik och det var från slutet av den som Strauss arrangerade sin polka Die Bajadere, ett av nio separata orkesterverk med teman från operetten. De återstående teman i polkan är från akt II och akt II:
- Tema 1 B  -

Akt II Duett (No. 12): Fantasca och Janio, "Und nun schnell fort von hier"
- Tema 2A   -

Akt II Final (No. 17): kort orkestralt mellanspel med sång av Fantasca och kören, "Freiheit, Freiheit, lasst die Losung sein"
- Tema 28    -

Akt III (No. 18): Marknadskör, "Lauter herrliche Sachen winken"
Liksom de övriga orkesterverken föll det på Johann Strauss yngre bror Eduard att dirigera det första framförandet den 16 juni 1871 vid en välgörenhetskonsert i Volksgarten. Förutom polkan framfördes även ouvertyren till Indigo, polkan Lust'ger Rath (op. 350), ouvertyren till Richard Wagners Rienzi (1842) och en scen from Giacomo Meyerbeers opera Hugenotterna (1836).

## Om polkan
Speltiden är ca 2 minuter och 27 sekunder plus minus några sekunder beroende på dirigentens musikaliska tolkning.
Polkan var ett av flera verk där Strauss återanvände musik från operetten Indigo:
- Shawl-Polka, Polka-francaise, Opus 343
- Indigo-Quadrille, Opus 344
- Auf freiem Fusse, Polka francaise, Opus 345
- Tausend und Eine Nacht, vals, Opus 346
- Aus der Heimath, Polkamazurka, Opus 347
- Im Sturmschritt, Schnell-Polka, Opus 348
- Indigo-Marsch, Opus 349
- Lust'ger Rath, Polka-francaise, Opus 350
- Die Bajadere, Polka-schnell, Opus 351